# Dejan Đenić
Dejan Đenić (ser. Дejaн Ђeнић, ur. 2 czerwca 1986 w Čačaku) – serbski piłkarz występujący na pozycji napastnika. Od 2019 roku zawodnik FK Kolubara.

## Kariera
Profesjonalną karierę zaczynał w słoweńskim NK Drava Ptuj, gdzie zaliczył tylko jeden występ. Później wrócił do swojego ojczystego kraju, grał w Boracu Čačak i FK Novi Pazar. Kolejny sezon spędził w Azerbejdżanie w Standardzie Baku, wrócił na Bałkany, do serbskiej Slogi Kraljevo i czarnogórskiego Jedinstva Bijelo Polje. Od marca 2009 grał w łódzkim ŁKS-ie.
W pierwszym meczu w Ekstraklasie zagrał przeciwko Odrze Wodzisław Śląski, grając od 1 minuty, a schodząc po pierwszej połowie. Pierwszego gola w Ekstraklasie zdobył 6 dni później Cracovii w doliczonym czasie gry przy stanie 3-3. Jego drużyna ostatecznie wygrała ten mecz 4-3.
W 2010 roku wrócił do Serbii. Grał w FK Bežanija, a latem tamtego roku odszedł do FK Jagodina.